# 104-я улица (линия Джамейка, Би-эм-ти)
|   |   |  |   |   |
| · | · |  | · | · |

|   |   |  |   |   |
| · | · |  | · | · |

«104-я улица» (англ. 104th Street) — станция Нью-Йоркского метрополитена, расположенная на линии Джамейка, Би-эм-ти. Станция находится в Куинсе, в округе Ричмонд-Хилл, на пересечении Джамейки-авеню и 75-й улицы. На станции останавливаются маршруты J (круглосуточно, кроме часов пик в пиковом направлении) и Z (в часы пик в пиковом направлении). Станцию проходит без остановки маршрут J (в часы пик в пиковом направлении).

## История
Станция была открыта 11 июня 1917 года в рамках продления линии до 111-я улица под названием 102-я улица. Станция служила пересадочным узлом на поезда LIRR на станцию Brooklyn Manor. В 1962 году участок линии LIRR до Рокавейского полуострова на котором находилась эта станция был закрыт. 102-я улица перестала выполнять функцию пересадочного узла, что сказалось на пассажиропотоке. Более того, большую часть того закрытого участка переоборудовали для движения метропоездов, открыта новая метролиния — Рокавей, Ай-эн-ди, на Рокавейский полуостров пущен маршрут A. В 1966 году в названии станции появилась приставка: она стала именоваться как 102-я — 104-я улицы. Причем последовательность улиц несколько раз меняли. В 2011 году, ввиду закрытия прямого выхода со станции на 102-ю улицу, историческая часть названия была убрана: и на данный момент станция именуется как 104-я улица.

## Описание станции
Станция представлена двумя боковыми платформами, расположена на двухпутном участке линии. Между путями есть пространство для третьего пути, который не был проложен. Платформы оборудованы навесом практически по всей своей длине и огорожены высоким бежевым забором. Платформы преимущественно оборудованы навесом и высоким бежевым забором. Там где навеса нет (по концам платформы), её огораживает невысокий чёрный металлический забор.
Единственный выход со станции представлен эстакадным мезонином, расположенным под платформами с их восточного конца, куда с каждой платформы спускается по одной лестнице. В мезонине располагается турникетный павильон, зал ожидания и переход между платформами противоположных направлений. В город из мезонина ведут две лестницы: к северо-западному и юго-восточному углам перекрестка Джамейки-авеню и 104-й улицы.
Существовал также и другой выход, исторический и ныне закрытый. Он располагался с западного конца платформ и приводил к перекрестку Джамейки-авеню и 102-й улицы, представлен как и первый. Возможность открытия второго выхода имеется — мезонин и лестницы готовы к эксплуатации.